# Полисахарид
Полисахариди су полимерни угљено хидратни молекули који се састоје од дугих ланаца моносахаридних јединица везаних заједно гликозидним везама. Из њих се при хидролизи ослобађају конститутивни моносахариди или олигосахариди. Они су у опсегу структура од линеарних до високо разгранатих. Према биолошкој функцији се деле на: резервне и структурне полисахариде. Резервни полисахариди представљају молекуле у којима се чува (складишти) хемијска енергија. Најраспрострањенији резервни полисахариди су: скроб, код биљака и гликоген, код животиња. Скроб и гликоген се састоје од већег броја молекула глукозе. Структурни полисахариди учествују у изградњи ћелијских делова. Међу њима су најраспрострањенији: целулоза, која је главни састојак ћелијског зида биљака, хитин, који изграђује скелет зглавкара) и агар, кога садрже алге).
Полисахариди су често веома хетерогени, са малим модификацијама у понављајућим јединицама. У зависности од структуре, ови макромолекули могу да имају различита својства од њихових моносахаридних грађевних блокова. Они могу да буду аморфни или чак нерастворни у води. Кад су сви моносахариди у полисахариду истог типа, за полисахарид се каже да је хомополисахарид или хомогликан, док кад је више од једног типа моносахарида присутно они се називају хетерополисахаридима или хетерогликанима.
Природни сахариди су генерално једноставни угљени хидрати звани моносахариди са општом формулом  где је n три или веће. Примери моносахарида су глукоза, фруктоза, и глицералдехид. Полисахариди, имају општу формулу  где је x обично велики број између 200 и 2500. Кад су понављајуће јединице у полимерној основи шестоугљенични моносахариди, као што је то често случај, општа формула се поједностављује на , при чему је типично 40≤n≤3000.
По устаљеној конвенцији, полисахариди садрже више од десет моносахаридних јединица, док олигосахариди садрже три до десет моносахаридних јединица; мада прецизно разграничење може у извесној мери да варира. Полисахариди су важна класа биолошких полимера. Њихова функција у живим организмима је обично било структурна или складишна. Скроб (глукозни полимер) се користи као складишни полисахарид у биљкама. Он је присутан у виду амилозе и разгранатог амилопектина. Код животиња, структурно слични глукозни полимер је гушће разгранати гликоген, који се понекад назива „животињским скробом”. Својства гликогена узрокују његов релативно брз метаболизам, што је подесно за активни животни стил животиња.
Целулоза и хитин су примери структурних полисахарида. Целулоза се користи у ћелијским зидовима биљки и других организама, и један је од најшире заступљених органских молекула на Земљи. Она има мноштво примена, као што је значајна улога у индустрији папира и текстила, а користи се и као сировина при продукцији рајона (путем вискозног процеса), целулозног ацетата, целулоида, и нитроцелулозе. Хитин има сличну структуру, али има бочне ланце који садрже азот, чиме се повећава његова јачина. Он је присутан у егзоскелетону зглавкара и у ћелијским зидовима појединих гљивица. Он исто тако има мноштво примена, укључујући хируршке конце. Полисахариди исто тако обухватају калозу или ламинарин, хризоламинарин, ксилан, арабиноксилан, манан, фукоидан и галактоманин.

## Функција

### Структура
Прехрамбени полисахариди су чест извор енергије. Многи организми могу да разложе скроб у глукозу; међутим, већина организама не може да метаболише целулозу или друге полисахариде као што су хитин и арабиноксилани. Те угљоводоничне типове могу да метаболишу неки типови бактерија и протиста. Преживари и термити, на пример, користе микроорганизме да разложе целулозу.
Мада ови комплексни полисахариди нису лако сварљиви, они представљају важне дијетарне елементе за људе. Дијететска влакна побољшавају варење и имају низ других корисних својстава. Главна активност дијетарних влакана је промена природе садржаја гастроинтестиналног тракта, што условљава начин на који се други нутријенти и хемикалије апсорбују. Растворна влакна се везују за жучне киселине у танким цревима, чиме се смањују шансе за њихов улазак у тело; то има за последицу снижење нивоа холестерола у крви. Растворљива влакна такође смањују апсорпцију шећера, редукују шећерни одговор након јела, нормализују нивое липида у крви и, након што буду ферментисана у дебелом цреву, формирају кратколанчане масне киселине као нуспроизводе са широким распоном физиолошких активности. Иако су нерастворна влакна повезана са смањеним ризиком за дијабетеса, механизам путем којег до тога долази је непознат.
Дијетарна влакна се сматрају важним за исхрану, и регулаторне власти у многим развијеним земљама препоручују повећање уноса влакана, мада се она формално не сматрају есенцијалним нутријентом (према подацима из 2005. године).

## Складиштење полисахарида

### Скроб
Скроб је глукозни полимер у коме су глукопиранозне јединице везане путем алфа-веза. Он се састоји од смеше амилозе (15–20%) и амилопектина (80–85%). Амилоза се састоји од линеарних ланаца са неколико стотина глукозних молекула, а амилопектин је разгранати молекул сачињен од неколико хиљада глукозних јединица (сваки ланац од 24–30 глукозних јединица је једна јединица амилопектина). Скробови су нерастворни у води. Они могу да буду сварени разлагањем алфа-веза (гликозидних веза). Људи и животиње имају амилазе, тако да они могу да сваре скроб. Кромпир, пиринач, пшеница, и кукуруз су главни извори скроба у људској исхрани. Формирање молекула скроба је начин на који биљке складиште глукозу.

### Гликоген
Гликоген служи као секундарно дугорочно енергетско складиште у животињским и гљивичним ћелијама, док су примарне енергетске залихе у адипозном ткиву. Гликоген се првенствено формира у јетри и мишићима, али исто тако може да буде формиран гликогенезом у мозгу и желуцу.
Гликоген је аналоган скробу, глукозном полимеру у биљкама, и понекад се назива животињским скробом, јер има сличну структуру са амилопектином али је је знатно више разгранат и у већој мери је компактан од скроба. Гликоген је полимер повезан са α(1→4) гликозидним везама, и са гранама везаним α(1→6) везама. Гликоген је присутан у облику гранула у цитосолу/цитоплазми у многим ћелијским типовима, и има важну улогу у глукозном цилусу. Гликоген представља енергетску резерву која се може брзо мобилизовати да се задовоље нагле потребе за глукозом, која је мање компактна и доступнија од триглицерида (липида).
У јетреним хепатоцитима, гликоген може да сачињава до осам процената (100–120 g код одрасле особе) свеже тежине убрзо након оброка. Једино гликоген ускладиштен у јетри може да буде доступан другим органима. У мишићима, гликоген је присутан у ниским концентрацијама од једног до два процента мишићне масе. Количина гликогена ускладиштена у телу — а посебно унутар мишића, јетре, и црвених крвних зрнаца — варира са физичком активношћу, базалним метаболичким стушњем, и прехрамбеним навикама као што је повремено пошћење. Мале количине гликогена се формирају у бубрезима, а још мање количине у појединим глијалним ћелијама у мозгу и белим крвним зрнцима. Материца такође складишти гликоген током трудноће, како би се хранио ембрион.
Гликоген се састоји од разгранатог ланца од глукозних остатака. Он се складишти у јетри и мишићима.
- Он је енергетска резерва за животиње.
- Он је главна форма угљених хидрата ускладиштених у животињском телу.
- Он је нерастворан у води. Гликоген постаје смеђе-црвен кад се помеша са јодом.
- Из њега се ослобађа глукоза при хидролизи.

- Шематски приказ 2-Д попречне секције гликогена. Сржни протеин гликогенин је окружен гранама од глукозних јединица. Целокупна глобуларна гранула може да садржи приближно 30.000 глукозних јединица.[32]
- Приказ атомске структуре ланца глукозних јединица са једном граном у молекулу гликогена.

### Галактоген
Галактоген је полисахарид галактозе који функционише као складиште енергије код плућних пужева и неких Caenogastropoda. Овај полисахарид је искључив за репродукцију и налази се само у албуменској жлезди из репродуктивног система женке пужева и у перивителинској течности јаја. Штавише, галактоген служи као резерва енергије за развој ембриона и младунчади, која је касније замењен гликогеном код младих и одраслих.
Настали умрежавањем наночестица на бази полисахарида и функционалних полимера, галактогени имају примену унутар хидрогелних структура. Ове хидрогелне структуре могу бити дизајниране да ослобађају одређене лекове наночестица и/или инкапсулиране терапеутике током времена или као одговор на стимулансе из околине.
Галактогени су полисахариди са афинитетом везивања за биоаналите. Са овим, крајњом тачком везивања галактогена за друге полисахариде који чине површину медицинских уређаја, галактогени се користе као метод за хватање биоаналита (нпр. CTC), метод за ослобађање ухваћених биоаналита и метод анализе.

### Инулин
Инулин је природни полисахаридни сложени угљени хидрат који се састоји од фруктозе, хране биљног порекла коју људски пробавни ензими не могу у потпуности разградити. Инулини припадају класи дијеталних влакана познатих као фруктани. Неке биљке користе инулин као средство за складиштење енергије и обично се налази у коренима или ризомима. Већина биљака које синтетишу и складиште инулин не складиште друге облике угљених хидрата као што је скроб. У Сједињеним Државама 2018. године, Управа за храну и лекове је одобрила инулин као састојак дијеталних влакана који се користи за побољшање нутритивне вредности произведених прехрамбених производа.

## Структурни полисахариди

### Арабиноксилани
Арабиноксилани су присутни у примарним и секундарним ћелијским зидовима биљки. Они су кополимери два шећера: арабиноза и ксилоза. Арабиноксилани могу да имају позитивне ефекте на људско здравље.

### Целулоза
Структурне компоненте биљака формирају се првенствено од целулозе. Дрво је углавном целулоза и лигнин, док су папир и памук скоро чиста целулоза. Целулоза је полимер направљен од поновљених јединица глукозе које су међусобно повезане бета-везама. Људима и многим животињама недостаје ензим да разграде бета-везе, тако да не варе целулозу. Одређене животиње, као што су термити, могу варити целулозу, јер су бактерије које поседују ензим присутне у њиховим интерстиналном тракту. Целулоза је нерастворљива у води. Не мења боју када се помеша са јодом. Хидролизом се добија глукоза. То је најзаступљенији угљени хидрат у природи.

### Хитин
Хитин је један од многих природних полимера. Он чини структурну компоненту многих животиња, као што су егзоскелети. Временом је биоразградив у природном окружењу. Његово распадање може бити катализовано ензимима званим хитиназе, које луче микроорганизми као што су бактерије и гљиве, а производе неке биљке. Неки од ових микроорганизама имају рецепторе за једноставне шећере из разградње хитина. Ако се открије хитин, они затим производе ензиме да га сваре цепањем гликозидних веза како би га претворили у једноставне шећере и амонијак.
Хемијски, хитин је блиско повезан са хитозаном (дериват хитина који је растворљив у води). Такође је блиско повезан са целулозом по томе што је дугачак неразгранати ланац деривата глукозе. Оба материјала доприносе структури и снази, штитећи организам.

### Пектини
Пектини су породица сложених полисахарида који садрже 1,4-везане остатке α-D-галактозил уронске киселине. Они су присутни у већини примарних ћелијских зидова и у недрвенастим деловима копнених биљака.

## Кисели полисахариди
Кисели полисахариди су полисахариди који садрже карбоксилне групе, фосфатне групе и/или сумпорне естарске групе.
Полисахариди који садрже сулфатне групе могу се изоловати из алги или добити хемијском модификацијом.
Полисахариди су главне класе биомолекула. Они су дуги ланци молекула угљених хидрата, састављени од неколико мањих типова моносахарида. Ови комплексни био-макромолекули функционишу као важан извор енергије у животињској ћелији и чине структурну компоненту биљне ћелије. То може бити хомополисахарид или хетерополисахарид у зависности од врсте моносахарида.
Полисахариди могу имати раван ланац моносахарида у ком случају су познати као линеарни полисахариди, или могу бити разгранати, те су познати као разгранати полисахариди.

## Бактеријски полисахариди
Патогене бактерије обично производе бактеријску капсулу, дебео слој полисахарида налик слузи. Капсула сакрива антигене протеине на површини бактерије који би иначе изазвали имунски одговор и на тај начин довели до уништења бактерије. Капсуларни полисахариди су растворљиви у води, обично кисели и имају молекулску тежину од 100.000 до 2.000.000 далтона. Они су линеарни и састоје се од подјединица од једног до шест моносахарида који се редовно понављају. Постоји огромна структурна разноликост; скоро две стотине различитих полисахарида производи само E. coli. Смеше капсуларних полисахарида, било конјугованих или нативних, користе се као вакцине.
Бактерије и многи други микроби, укључујући гљиве и алге, често луче полисахариде како би им помогли да се приањају на површине и да спрече њихово исушивање. Људи су развили неке од ових полисахарида у корисне производе, укључујући ксантан гуму, декстран, велан гуму, гелан гуму, диутан гуму и пулулан.
Већина ових полисахарида показује корисна вискоеластична својства када се растворе у води на веома ниским нивоима. То чини различите течности које се користе у свакодневном животу, као што су неке намирнице, лосиони, средства за чишћење и боје, вискозним када мирују, али много слободнијим када се примешају, чак и благим мешањем или протресањем, сипањем, брисањем или четкањем. Ово својство се назива псеудопластичност или смицаоно стањивање; проучавање таквих материја назива се реологија.
| Брзина смицања (rpm) | Вискозитет (cP or mPa⋅s) |
| -------------------- | ------------------------ |
| 0,3                  | 23330                    |
| 0,5                  | 16000                    |
| 1                    | 11000                    |
| 2                    | 5500                     |
| 4                    | 3250                     |
| 5                    | 2900                     |
| 10                   | 1700                     |
| 20                   | 900                      |
| 50                   | 520                      |
| 100                  | 310                      |
Водени раствори полисахарида сами по себи имају чудно понашање када се мешају: након што мешање престане, раствор у почетку наставља да се врти због момента, затим успорава до мировања због вискозности и накратко мења смер пре него што се заустави. Овај трзај је последица еластичног ефекта полисахаридних ланаца, који су претходно растегнути у раствору, враћајући се у своје опуштено стање.
Полисахариди на површини ћелије играју различите улоге у бактеријској екологији и физиологији. Они служе као баријера између ћелијског зида и околине, посредују у интеракцији домаћин-патоген. Полисахариди такође играју важну улогу у формирању биофилма и структурирању сложених облика живота у бактеријама попут Myxococcus xanthus.
Ови полисахариди се синтетишу из прекурсора активираних нуклеотидом (који се називају нуклеотидни шећери) и, у већини случајева, сви ензими неопходни за биосинтезу, склапање и транспорт завршеног полимера су кодирани генима организованим у наменским кластерима унутар генома организма. Липополисахарид је један од најважнијих полисахарида на површини ћелије, јер игра кључну структурну улогу у интегритету спољне мембране, и важан је посредник интеракција домаћин-патоген.
Ензими који стварају О-антигене А-бенда (хомополимерни) и Б-бенда (хетерополимерни) су идентификовани, и дефинисани су метаболички путеви. Егзополисахарид алгинат је линеарни кополимер β-1,4-везаних остатака D-мануронске киселине и L-гулуронске киселине, и одговоран је за мукоидни фенотип болести цистичне фиброзе у касној фази. Пел и псл локуси су два недавно откривена генска кластера која такође кодирају егзополисахариде за које је утврђено да су важни за формирање биофилма. Рамнолипид је биосурфактант чија је производња строго регулисана на нивоу транскрипције, али прецизна улога коју игра у болести тренутно није добро схваћена. Гликозилација протеина, посебно пилина и флагелина, постала је фокус истраживања неколико група од отприлике 2007. године, и показало се да је важна за адхезију и инвазију током бактеријске инфекције.

## Тестови хемијске идентификације за полисахариде

### Периодичнo кисело-Шифово бојење (PAS)
Полисахариди са незаштићеним вициналним диолима или амино шећерима (где су неке хидроксилне групе замењене аминима) дају позитивну периодичну киселу-Шифову боју (PAS). Списак полисахарида који се боје PAS-ом је дугачак. Иако су муцини епителног порекла бивају обојени PAS-ом, муцини везивног ткива имају толико киселих супституција да немају довољно гликолних или амино-алкохолних група да реагују са PAS-ом.

## Деривати
Хемијским модификацијама могу се побољшати одређена својства полисахарида. Различити лиганди могу бити ковалентно везани за своје хидроксилне групе. Због ковалентног везивања метил-, хидроксиетил- или карбоксиметил- група за целулозу, на пример, могу се увести висока својства бубрења у воденом медијуму.
Други пример су тиоловани полисахариди. (Погледајте тиомере.) Тиол групе су ковалентно везане за полисахариде као што су хијалуронска киселина или хитозан. Како тиоловани полисахариди могу умрежити путем формирања дисулфидне везе, они формирају стабилне тродимензионалне мреже. Штавише, могу да се вежу за цистеинске подјединице протеина преко дисулфидних веза. Због ових веза, полисахариди могу бити ковалентно везани за ендогене протеине као што су муцини или кератини.